# Soyouz 32
Soyouz 32 (nom de code Proton, (ru) Союз 32 Протон) est un vol habité du programme spatial Soyouz de l'Union soviétique qui s'est déroulé du 25 février 1979 au 13 juin 1979. C'est la 7e mission à destination de Saliout 6.

## Équipage
Les nombres entre parenthèses indiquent le nombre de vols spatiaux effectués par chaque individu jusqu'à cette mission incluse.
Décollage :
- Vladimir Liakhov (1)
- Valeri Rioumine (2)

Atterrissage :
- Retour à vide.

## Paramètres de la mission
- Masse : 6800 kg
- Périgée : 198.4 km
- Apogée : 274.3 km
- Inclinaison : 51.61°
- Période : 89.94 minutes

## Déroulement
Le moteur principal de Soyouz 32 était issu du même lot que celui de Soyouz 33 qui s'est révélé défectueux. Il a été décidé de ne pas utiliser Soyouz 32 pour le retour de Liakhov et Rioumine.  Soyouz 34 a été lancé à vide pour permettre ce retour.
Le Soyouz 32 a été chargé de 130 kg de matériel, poids comparable aux deux cosmonautes; le 13 juin, il a été désaccouplé et a bien atterri, sans personne à bord, à 295 km au nord-ouest de Jezkazgan. 